# اوبروزر
اوبروزر (به آلمانی: Oberweser) یک شهر در آلمان است که در کسل واقع شده‌است. اوبروزر ۳٬۵۴۰ نفر جمعیت دارد.